# Lethe sambaluna
Lethe sambaluna är en fjärilsart som beskrevs av Hans Fruhstorfer 1911. Lethe sambaluna ingår i släktet Lethe och familjen praktfjärilar. Inga underarter finns listade i Catalogue of Life.